# Nudochernes leleupi
Nudochernes leleupi är en spindeldjursart som beskrevs av Beier 1959. Nudochernes leleupi ingår i släktet Nudochernes och familjen blindklokrypare. Inga underarter finns listade i Catalogue of Life.